# Hagaparkens grindar

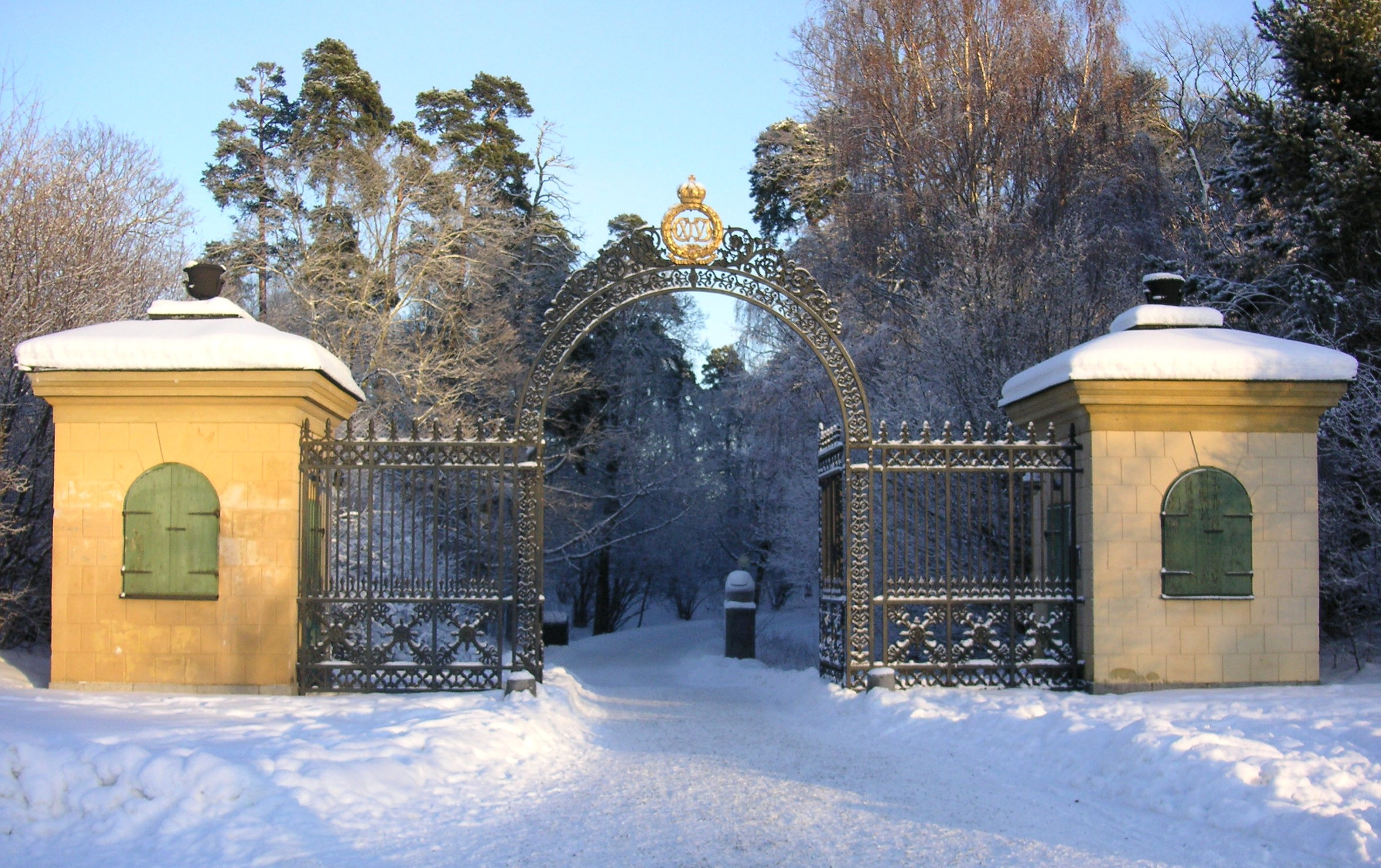
Haga norra grindar 2010

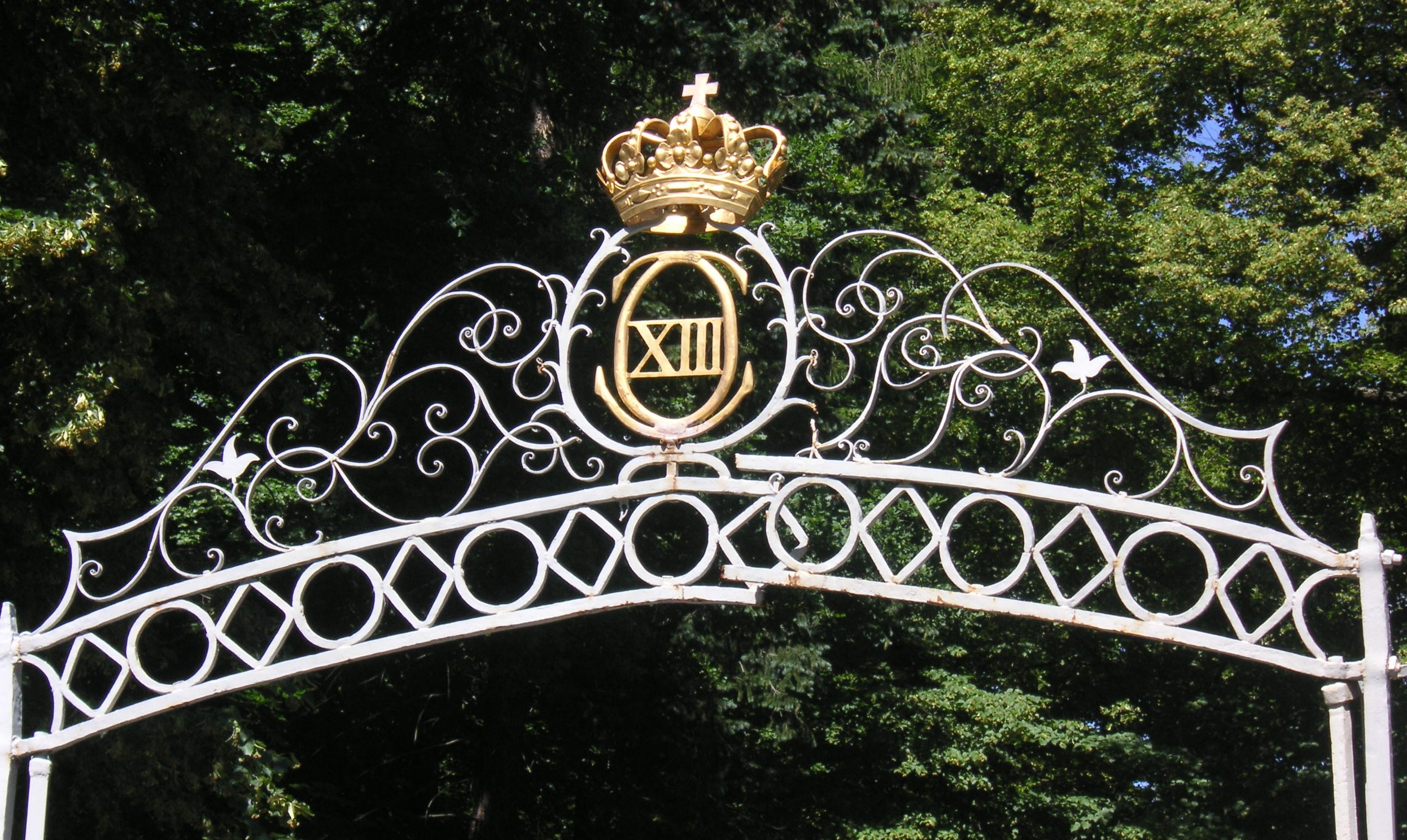
Haga södra grindars portal 2007

Hagaparkens grindar utgörs av Haga norra grindar och Haga södra grindar och är belägna i Hagaparken i Solna kommun. Grindarna är ett minne från den tid då parken var stängd för allmänheten. Haga södra grindar har ursprungligen liksom de norra varit placerade i staketet runt Kungsträdgården i Stockholm. Hagaparkens grindar är statliga byggnadsminnen.

## Haga norra grindar
Haga norra grindar ligger i höjd med trafikplats Haga norra, en gångbro över Uppsalavägen leder numera rakt på grinden med sina vaktstugor. Vaktstugorna på ömse sidor av promenadvägen vägen har gul rusticerad puts, grönmålade fönsterluckor och svart plåttak som kröns av var sin urna. Själva grinden är utförd i smide med Karl XIV Johans namnchiffer i guld högst upp. Det var även han som lät flytta grinden från Kungsträdgården till Haga.

## Haga södra grindar
Haga södra grindar ligger strax norr om Haga tingshus. Grindarna uppfördes på 1810-talet under Karl XIII:s regeringstid och bär kungens namnchiffer högst upp. Vaktstugorna är utförda i roströd rusticerad puts, gråmålade fönsterluckor samt plåtklätt sadeltak.
Utanför södra grindarna fanns ändhållplatsen för spårvagnslinje nr 3. I samband med utbyggnaden av Uppsalavägen på 1960-talet, flyttades vaktstugorna till sin nuvarande plats. De kunde flyttas hela och behövde inte rivas och återuppföras.